# Achraf Hakimi
Achraf Hakimi Mouh eller bare Achraf (født 4. november 1998 i Madrid, Spanien), er en spansk-født marokkansk fodboldspiller (højre back). Han spiller for den franske fodboldklub Paris Saint-Germain i Ligue 1. Før det spillede han i Inter Milan.
Achraf blev født i Madrid, som barn af marokkanske migranter, og tilbragte størstedelen af sine ungdomsår som fodboldspiller hos Real Madrids akademi. I sommeren 2016 blev han rykket op som en del af seniortruppens andethold. Et år efter blev han forfremmet til klubbens førsteholdstrup, og fik sin debut for holdet 1. oktober 2017 i en La Liga-kamp mod Espanyol.

## Personlige liv
Hakimi var gift med den spanske skuespillerinde Hiba Abouk indtil 2023. Hun er af libysk og tunesisk afstamning. Parret har to sønner, født i 2020 og 2022. Den 27. marts 2023 udkom Abouk med en erklæring på sin Instagram-konto, der bekræftede, at parret tidligere var gået fra hinanden, og at de ventede på skilsmisse. Det blev rapporteret, at Abouk anmodede om mere end halvdelen af Hakimis aktiver og formue.
Hakimi er en praktiserende muslim.

## Landshold
Achraf har (pr. december 2022) spillet 58 kampe for Marokkos landshold, som han debuterede for 11. november 2016 i en venskabskamp mod Canada. Han var en del af den marokkanske trup til VM 2018 i Rusland og VM 2022 i Qatar.